# Carlos Enrique Alonso Rodríguez
Carlos Alonso Rodríguez (1970, Santa Cruz de Tenerife -) es un político español, portavoz del Coalición Canaria en el Cabildo de Tenerife, tras presidirlo desde 2013 hasta 2019.

## Biografía
Alonso se licenció en Ciencias Económicas y Empresariales por la Universidad de La Laguna en la especialidad de Economía General, estando marcado por la excelencia con el Premio Extraordinario Fin de Carrera y Segundo Premio Nacional de Terminación de Estudios. También tiene un máster en Estudios Europeos por el Colegio de Brujas (Bélgica).
Posteriormente Carlos Alonso fue profesor asociado del Departamento de Economía Aplicada de la Universidad de La Laguna. 
Más tarde desempeñó, de la mano del Partido Popular, diversos cargos en las administraciones autonómica e insular, como director general de Asuntos Económicos con la Unión Europea del Ejecutivo autónomo (1996-1999) y viceconsejero de Agricultura del Gobierno de Canarias (2000-2001). Su etapa en el Cabildo de Tenerife comienza como jefe de Proyectos de Presidencia (2001-2003) y trabaja junto al presidente Ricardo Melchior Navarro en importantes iniciativas como el Plan de Ganadería o el Tranvía de Tenerife.
En 2003 se traslada a Bruselas spara desempeñar el cargo de administrador de la Unidad de Regiones Ultraperiféricas de la Dirección General de Política
Regional de la Comisión Europea.
En 2007, esta vez ya bajo las siglas de Coalición Canaria, es nombrado consejero del Cabildo de Tenerife de las áreas de Economía y Competitividad. En 2011 asumió, además de las competencias asignadas, una vicepresidencia y las materias de Movilidad y Turismo. En 2013 asume la presidencia del Cabildo de Tenerife en sustitución de Ricardo Melchior Navarro.
Durante su mandato en el Cabildo, se produjo, el 28 de septiembre de 2018, el nombramiento de la Virgen de Candelaria como Presidenta Honoraria y Perpetua del Cabildo Insular de Tenerife.
El 24 de julio de 2019, Carlos Alonso es sucedido en el Cabildo de Tenerife por Pedro Martín (PSOE), tras una moción de censura apoyada por socialistas, Ciudadanos y Podemos.